# 曼寧山
曼寧山（英語：Manning Massif）是南極洲的山峰，位於麥克羅伯特森地，處於洛伊山塊和麥克勞德山之間，屬於查爾斯王子山脈中阿拉米斯山脈的一部分，根據澳大利亞探險隊拍攝的空中照片繪入地圖，現時由南極條約體系管理。